# Ngotto
Ngotto, ou Ngoto, est un village de la commune de Lobaye, dans la préfecture du même nom.

## Géographie
Ngotto est située à 254 km de Bangui, sur la route régionale RR26 à 62 km au sud de Boda, après la traversée de la rivière Lobaye par bac.
Le village, connu pour sa forêt, aire protégée et zone tampon du parc national Mbaéré-Bodingué, abrite une base du programme régional de conservation et de valorisation des Écosystèmes forestiers d’Afrique centrale (ÉCOFAC) mis en œuvre par le Centre de coopération internationale en recherche agronomique pour le développement (CIRAD).

## Histoire
- Au XVIIIe siècle, le pygmées Bofi, de la région de Meiganga dans l’Adamaoua, fuyant les peuls, arrivent sur le site actuel de Ngotto.
- Vers 1880, Pierre Savorgnan de Brazza signe une alliance avec le chef Samba Ngotto.
- En 1889, est créé le district de Ngotto[3].
- En 1903, un poste militaire est établi pour protéger la perception des impôts et les factoreries[4].
- Entre 1924 et 1926, la localité est chef-lieu de subdivision.
- En 1928, débute de la guerre du Kongo-wara, insurrection paysanne face à l’arbitraire colonial des sociétés concessionnaires d’exploitation du caoutchouc sauvage.
- Entre 1933 et 1937, la localité sera de nouveau chef-lieu de subdivision.
- En 1935, la localité est le siège d'un poste de contrôle administratif du département de Haute-Sangha-Mpoko[5].

## Société
La localité est le siège d'une paroisse catholique fondée en 1997, elle dépend du diocèse de Mbaïki.